# 7005 Henninghaack
7005 Henninghaack eller 1981 ET25 är en asteroid i huvudbältet som upptäcktes den 2 mars 1981 av den amerikanska astronomen Schelte J. Bus vid Siding Spring-observatoriet. Den är uppkallad efter Henning Haack.
Asteroiden har en diameter på ungefär 3 kilometer och den tillhör asteroidgruppen Vesta.